# Prix Benois de la danse
Pour les articles homonymes, voir Benois.
 (décembre 2017).
Si vous disposez d'ouvrages ou d'articles de référence ou si vous connaissez des sites web de qualité traitant du thème abordé ici, merci de compléter l'article en donnant les références utiles à sa vérifiabilité et en les liant à la section « Notes et références ».
Le prix Benois de la danse est fondé par l'Association internationale de la danse à Moscou, en 1991. Il a lieu chaque année autour du 29 avril et est décerné par un jury dont les membres sont choisis parmi les plus compétents dans le domaine du ballet.
Des statuettes couronnent les succès des gagnants dans chaque discipline : ballerine, danseur, chorégraphe, compositeur et metteur en scène.
Une dotation en numéraire reconnaît un ou des événements exceptionnels intéressant la danse et/ou la chorégraphie et qui se sont déroulés au cours de l'année écoulée.

## Historique
Les Benois de la danse ont été créés à Moscou et ont obtenu le patronage de l'UNESCO à l'automne 1992. Leur programmation à la fin du mois d'avril coïncide avec la naissance de l'artiste russe Alexandre Benois (1870-1960) dont le prix porte le nom.
La conception de la statuette a été confiée au sculpteur français Igor Ustinov (fils de Peter Ustinov, et petit-neveu d'Alexandre Benois).

## Buts du concours
La charte des Benois de la danse indique:
- Donner à l'audience des Benois les meilleures représentations des œuvres appelées à concourir et ce, indépendamment de leur créateur.
- Apporter l'échantillon le plus représentatif des différentes écoles et styles de danse.
- Apporter une aide financière aux anciens du ballet avec les fonds provenant des galas.

## Membres du jury
Parmi les membres actuels ou passés du jury, on peut distinguer :
- Frank Anderson
- Loipa Araujo
- Altynaï Asylmuratova
- Patrice Bart
- Davide Bombana
- Yvette Chauviré
- Alessandra Ferri
- Carla Fracci
- Alexander Grant
- Youri Grigorovitch
- Karen Kain
- Irina Kolpakova
- Brigitte Lefèvre
- Jean-Christophe Maillot
- Nadia Nerina
- John Neumeier
- Rudi van Dantzig
- Rudolf Noureev
- Galina Oulanova
- Peter Schaufuss
- John Taras
- Helgi Tomasson

## Lauréats

### Prix récompensant toute une carrière
| Nom                 | Année | Pays       | Compagnie                                               |
| ------------------- | ----- | ---------- | ------------------------------------------------------- |
| Alicia Alonso       | 2000  | Cuba       | Ballet nacional de Cuba (après le New York City Ballet) |
| Rudi van Dantzig    | 2002  | Pays-Bas   | Het Nationale Ballet                                    |
| William Forsythe    | 2002  | Allemagne  | Ballet de Stuttgart                                     |
| Mikhail Baryshnikov | 2003  | États-Unis | American Ballet Theatre (après les Ballets russes)      |
| Maurice Béjart      | 2003  | France     | Béjart Ballet Lausanne                                  |
| Marina Semenova     | 2003  | Russie     | Ballet du Bolchoï (après les Ballets russes)            |
| Trisha Brown        | 2005  | États-Unis | Trisha Brown Dance Company                              |
| Hans van Manen      | 2005  | Pays-Bas   | Het Nationale Ballet                                    |
| Mats Ek             | 2006  | Suède      | Ballet Cullberg                                         |
| Laurent Hilaire     | 2007  | France     | Opéra national de Paris                                 |
| Fernando Alonso     | 2008  | Cuba       | Ballet nacional de Cuba                                 |
| Ohad Naharin        | 2010  | Israël     | Batsheva Dance Company                                  |
| Toer van Schayk     | 2011  | Pays-Bas   | Het Nationale Ballet                                    |
| Pierre Lacotte      | 2012  | France     | Opéra national de Paris                                 |

### Chorégraphes
Ont été distingués : 
- Davide Bombana (1998)
- Carolyn Carlson (1998)
- David Dawson (2003)
- Nacho Duato (2000)
- Boris Eifman (2006)
- Valentin Elizariev (1996)
- Jorma Elo (2011)
- William Forsythe (2002)
- Johan Inger (2016)
- Jiří Kylián (1993, 1999)
- Paul Lightfoot et Sol León (2004)
- Édouard Lock (2003)
- Lar Lubovitch (2012)
- Wayne McGregor (2009)
- Jean-Christophe Maillot (2008)
- Hans van Manen (2013)
- José Martinez (2009)
- John Neumeier (1992)
- Roland Petit (1994)
- Angelin Preljocaj (1995)
- Alexeï Ratmansky (2005, 2014)
- Martin Schläpfer (2007)
- Sidi Larbi Cherkaoui et Damien Jalet (2011)
- Christopher Wheeldon (2013, 2015)
- Crystal Pite (2017)

## Ballerines
- Sivia Azzoni
- Hélène Bouchet
- Bernice Coppieters
- Aurélie Dupont
- Alessandra Ferri
- Dorothée Gilbert
- Isabelle Guérin
- Sylvie Guillem
- Julie Kent
- Joo Won Kim
- Dominique Khalfouni
- Lucia Lacarra
- Agnès Letestu
- Ouliana Lopatkina
- Svetlana Lounkina
- Kirsty Martin
- Youlia Makhalina
- Hannah O'Neill
- Natalia Ossipova
- Marie-Claude Pietragalla
- Élisabeth Platel
- Galina Stepanenko
- Tamara Rojo
- Sue Jin Kang
- Diana Vichneva
- Svetlana Zakharova
- Nadejda Gracheva
- Sae Eun Park
- Amandine Albisson

## Danseurs
- Carlos Acosta
- Jean-Guillaume Bart
- Jiří Bubeníček (cs)
- Angel Corella
- Joaquin de Luz
- Vladimir Derevianko
- Sergueï Filine
- Mathieu Ganio
- Jeffry Gerodias
- Marcelo Gomes
- Isaac Hernández
- Mathias Heymann
- Kimin Kim
- Vladislav Lantratov
- Manuel Legris
- Nicolas Le Riche
- Vladimir Malakhov
- Hugo Marchand
- Irek Moukhamedov
- Andreï Ouvarov
- Lloyd Riggins
- Denis Rodkine
- Farouk Rouzimatov
- Leonid Sarafanov
- Gregor Seyffert
- Lukas Slavicky
- Youri Smekalov
- Nikolaï Tsiskaridzé
- Ivan Vassiliev

## Compositeurs
- Georges Couroupos

## Décorateurs
- Jaffar Al Chalabi
- Olivier Debré